# Ronda de la Universidad

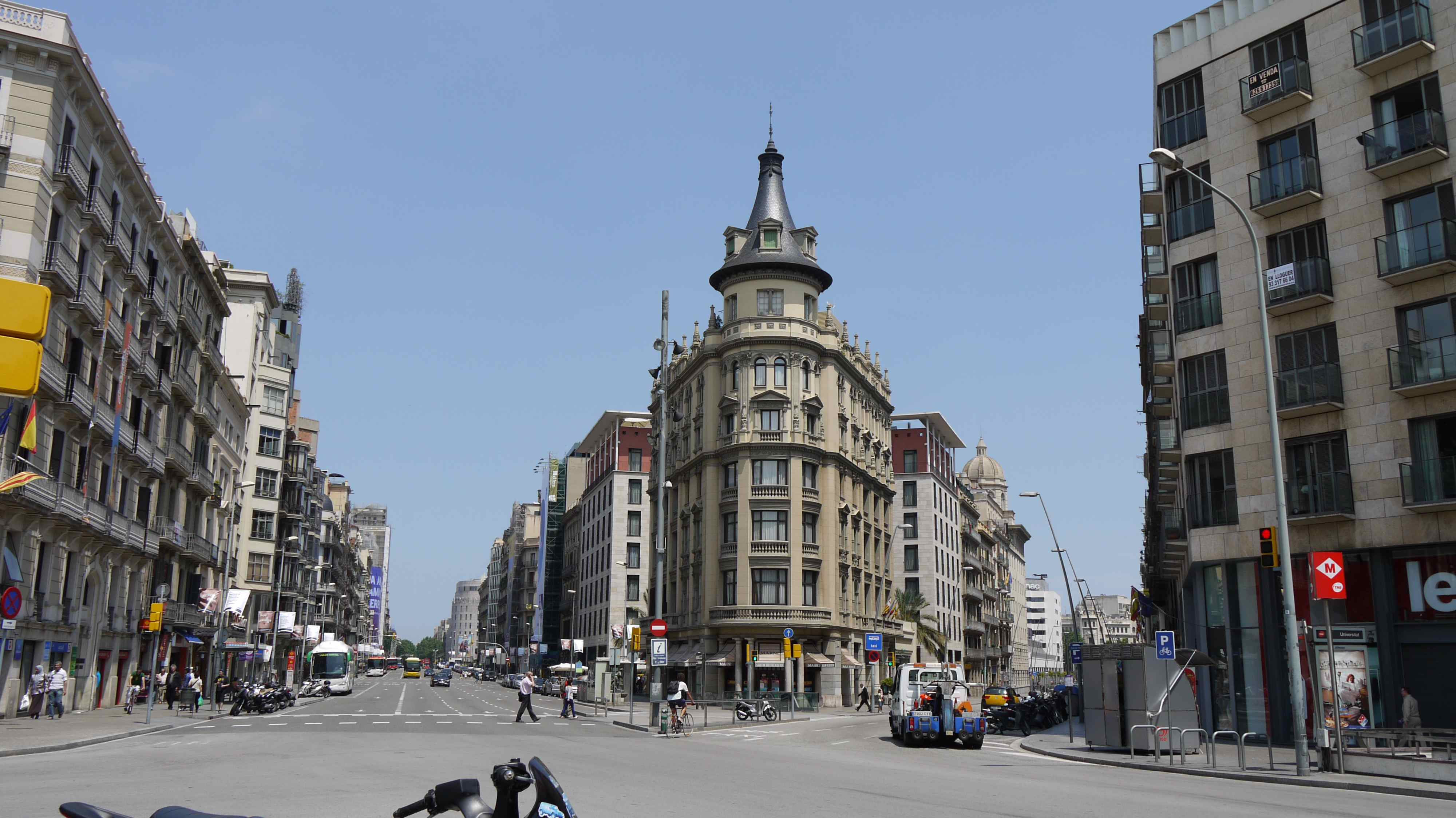
La ronda de la Universidad (izquierda) y la calle de Pelayo (derecha).

La ronda de la Universidad es una ronda del Ensanche de Barcelona (España) que une la plaza de Cataluña y la ronda de San Pedro con la plaza de la Universidad. Fue construida en 1872 cerca de los glacis de la muralla de los Talleres. Debe su nombre a la plaza de la Universidad y esta a su vez lo debe al hecho de que en ella está situado el edificio histórico de la Universidad de Barcelona.
En ella están situados varios edificios y elementos decorativos catalogados como bienes culturales de interés local: el edificio Hispano Olivetti, la fuente del Trinxa (en la esquina con la calle de Pelayo) y la tienda de Pavimentos Escofet.